# Arrosviasz
Az arrosviasz (más néven rizsviasz, vagy egyes esetekben tévesen rizskorpaként is említik) egy növényi viasz, melyet a legelterjedtebb rizsfajtából, az Oryza sativából nyernek. Olvadáspontja 77-86 °C, 

## Kémiai összetétele
Főként alifás savak (aromás csoportot nem tartalmazó karbonsavak, más néven viaszsavak) és magasabb szénatomszámú alkohol-észterek (C>26) alkotják. Az alifás savak főként palmitinsav (C16), beheninsav (C22), és más, nagyobb szénatomszámú viaszsavak. Ezeken kívül szabad zsírsavakat és foszfolipideket is tartalmazhat.

## Felhasználása
Mivel a rizs feldolgozásának elterjedt módja, hogy a rizsszemekből kivonják a viaszos tartalmat (ezáltal jobb minőségű rizsliszt érhető el), ezért melléktermékként nagy mennyiségben keletkezik. Felhasználása nagyon széles körű:
- papírok felületének fényessé tétele
- robbanóanyagok gyártása
- textil kezelése
- gyógyszerek
- gyertyák
- elektromos szigetelők
- kozmetikumok (elsősorban bőrlágyító hatása miatt, valamint a bőrradírokban is gyakran megtalálható)
- festékek
- vízálló bevonatok
- élelmiszerekben (E908 néven az élelmiszerek felületének fényessé tételére alkalmazzák)
- rágógumik